# Ondrej Glajza
Ondrej Glajza (ur. 22 marca 1966 w Popradzie) – słowacki kolarz przełajowy reprezentujący też Czechosłowację, dwukrotny medalista mistrzostw świata.

## Kariera
Pierwszy sukces w karierze Ondrej Glajza osiągnął w 1984 roku, kiedy zdobył złoty medal w kategorii juniorów podczas przełajowych mistrzostw świata w Oss. Pięć lat później był najlepszy w kategorii amatorów na mistrzostwach świata w Pontchâteau. W zawodach tych wyprzedził bezpośrednio swego rodaka Radomíra Šimůnka oraz Szwajcara Rogera Honeggera. Był też między innymi dwunasty na mistrzostwach świata w Lembeek w 1986 roku. Kilkakrotnie zdobywał medale mistrzostw kraju, w tym trzy złote. Startował także na szosie, wygrywając między innymi Wyścig Pokoju w kategorii juniorów w 1984 roku. Nigdy nie wystąpił na igrzyskach olimpijskich. W 1997 roku zakończył karierę.